# 血腥之王
血腥之王（Crimson King） 是史蒂芬·金所創造的虛構角色。《失眠》中的大反派，《黑塔》後半系列的主要敵人。
《黑塔》系列中，血腥之王被描述成一個強大的不死生物，他的獨特和力量顯示他是先祖（Prim）：一種史蒂芬·金宇宙觀中，世界創造之前的生物。他是隨機界的統領；隨機界是相對於命定界的抗衡力量。血腥之王是眾多反派角色背後的主謀，像阿特洛普斯、慕山大人、丹德羅和蘭道爾·佛來格，還有吸血鬼、坎墮淫（下等人）、獸面人和像約翰·法爾森這樣的人。可以使用許多超能力，像是心電感應、變身、改變天氣和心理暗示。
血腥之王可以變成人心中最畏懼的事物。並以不同的面貌穿梭於各個世界。在《失眠》中，他在勞夫·羅伯茲面前變成一隻國王魚（一種鯰魚），因為血腥之王可以透視他心中那纏繞他多年的童年往事。在《黑塔VII 業之門》中，被困在黑塔陽台的血腥之王，以一個白鬍子、火紅般雙眼的老人姿態出現。《黑塔漫畫系列》中的血腥之王則相當接近他真正的樣貌；如同他兒子莫德瑞般的半蜘蛛人。因為血腥之王本身是人類與先祖的混種。不過無論是任何一種型態，都有一個共通點：紅眼。
根據《黑塔漫畫系列：漫漫歸途》，血腥之王為亞瑟·艾爾德之子，而羅蘭又是艾爾德的直系後裔，所以血腥之王和羅蘭有共同的血脈。因此在小說系列中，一個預言指出羅蘭是唯一能消滅掉血腥之王的人。
血腥之王最重要的目的，是摧毀黑塔，和圍繞著黑塔的各個世界及宇宙。他為此找來了許多名為「破壞者」的超能力者，讓他們破壞支撐黑塔的光束。最後他打算統治黑塔倒塌後的黑暗及渾沌，而羅蘭及他的共業是唯一能與他抗衡的力量，因此血腥之王從一開始就處心積慮，想辦法消滅羅蘭，或阻止他前往黑塔。
血腥之王的徽記是一個邪惡的閃耀紅眼，該徽記常備佩帶於他的僕人身上。